# Такотсубо кардиомиопатија
Такотсубо кардиомиопатија, стресом изазвана кардиомиопатија, Gebrochenes-Herz синдром или синдром сломљеног срца је медицински термин за означавање срчаних проблема, опасних по живот, изазваних интензивним емоцијама или  као последица менталне или психолошке патње. Тиме је наука данас доказала да се заиста може „умрети и од туге“ или сломљеног срца, изазване обликом неисхемијске кардиомиопатије, која претежно погађа жене у постменопаузи.  Карактерише се пролазном регионалном систолном дисфункцијом леве коморе у одсуству ангиографски значајне болести коронарних артерија или акутне руптуре плака. У већини случајева такотсубо кардиомиопатије, абнормалност у срчаном зиду протеже се даље од територије коју исхрањује једна епикардна коронарна артерија.
Израз такотсубо је јапански назив за замку за лигње, јер у овом синдрому срце на ултразвуку има облик леве коморе сличан балону ове замке.

## Назив
Такотсубо кардиомиопатија назив је добила у Јапану по такотсубо посуди традиционалној јапанској замци за лигње, која  се спушта у море. Кад лигње уђу у њу, рибари је ваде из мора. Како срце на ултразвуку има исти облик као ова рибарска замка за лигње јапанцки лекари су стресом изазвана кардиомиопатију назвали по њој.

## Историја
Rees WD и сар. први су објавили 1967. године да смрт и губитак блиског рођака, за седам пута повећава ризик од смрти изазване овим синдрома у року од једне године, од настанка овог стресног догађаја.
Engel George је 1971. године описао изненадну и брзу срчану смрт макон емоционалног стреса,  и као могуће факторе ризика навео 8 кгрупа узрочника: 
- 1. стрес изазван губитком или смрћу блиске особе;[15]
- 2. акутну тугу;
- 3. претњу од губита блиске особе;
- 4. жалост или обележавање годишњица губитка вољене особе;
- 5. губитак статуса или самопоштовања у друштву;
- 6. угрженост живота или претња повредом;
- 7. период након престанка опасности;
- 8. поновно спајање, тријумф или срећан крај.

По Енгелу ови догађаји изазивају неуровегетативне реакције, које су посебно изражене код особа са већ постојећим кардиоваскуларним болестима.
Иако је први научни опис такотсубо кардиомиопатије објављен тек 1990-их,  Cebelin и Hirsch су о људској стресној кардиомиопатији писали десте година раније, тачније 1980. године, након анализе убистава која су се догодила у Округу Кајахога (Охајо), у последњих 30 година. Они су том приликом утврдили на обдукцијама, да поједине особе нису имали унутрашњу повреду, иако су умрле од физичког напада, и утврдили да је 11 од 15 анализираних случајева имало миофибриларну дегенерацију сличну оној откривеној у студијама о утицају стреса спроведеним на животињама. На крају су закључили да ови подаци подржавају „теорију да су катехоламином узроковане промене на миокарду код човека одговорне за срчану смрт као последива емоционалног стреса“.
Синдром је пручаван и у Јапану 1990-тих. године од стране Сатоа и сар, у време када западна медицина синдром још увек није препознала и признала. Како у Јапану постоје бројни научни пројекти који се баве акутним стресом и његовим ефектима. , један од њих је био и онај који се бавио утицајем честих земљотреса. на здравље. Научници су истражујући како такве природне катастрофе утјичу на људе открили да након земљотреса увек има више смртних случајева који изгледају попут срчаног удара, али у основи они то нису. Након више од једне деценије истраживања у Јапану ови истраживачи су открили и описали више случајева стзресног синдрома., који су назвали такотосубо синдром.
Клиничка слика први пут је описана 1991. године, а названа је по јапанској замци за лигње, под називом Тако-Тсубо,  у облику бокала са кратким вратом (видети илустрацију). Необичан облик леве коморе на крају систоле, који  подсећа,на замку за лигње, први аутори су видели као резултат поремећаја циркулације срчаног мишића, изазваног грчевитим сужавањем неколико коронарних артерија (коронарни спазми ).
Синдром је коначно озваничен 1997. године када су Павин и сарадници описали два случаја „реверзибилне дисфункције леве коморе изазване акутним емоционалним стресом“. Западни свет до тада није чуо за тако нешто, јер је то било невероватно ретко и често погрешно дијагностиковано обољење. О синдру је први пут саопштено и у медијима 2005. године када је о њему објављен чланак у New England Journal of Medicine.
У дефиницији и класификацији кардиомиопатија од стране Америчког удружења за срце (АХА), који је ажуриран у марту 2006. године, „стресом узрокована (такотсубо) кардиомиопатија је класификован као стечена основна кардиомиопатија поред миокардитиса.

## Епидемиологија
Стварна учесталост такотсубо кардиомиопатије је непозната, мада се претпоставља да се она јавља у 1 до 2% пацијената за које се сумња да имају акутни коронарни синдром. Један регистар од 3.265 пацијената са тропонин позитивним акутним коронарним синдромом пријавио је преваленцију од 1,2% такотсубо кардиомиопатије, док је на систематским прегледима пацијената са сумњом на акутни инфаркт миокарда болест забележена у 1,7 до 2,2% случајева.
Полне и старосне разлике
Велика склоност за појаве синдрома је код жене у менопаузи, међутим мушкарци могу имати лошију прогнозу. Ретко се јавља код млађих људи, али забележен је случај код пацијента старог 10 година Много је чешћа код старије популације, посебно код људи у седмој и осмој деценији живота.
Према подацима Међународног регистра за такотсубо  кардиомиопатију (кога чини конзорцијум више центара широм Европе и Америке и који обуквата 1.750 пацијената),   приближно 88,9% оболелих пацијената  су жене, а просечна старости  66,4 године. То се објашњава чињеницом да људски организам  од такотсубо кардиомиопатије штити женски хормон естроген, па су зато жене у менопаузи осетљивије на стрес. јер количина естрогена пада и зато су жене подложне деловању стреса.
Инциденција другог догађаја
Инциденција другог догађаја код пацијената који преживе почетни догађај је око 5% и углавном се јавља 3 недеље до 3,8 година након првог догађаја.

## Етиологија
Тачна етиологија такотсубо кардиомиопатије није у потпуности схваћена. Постоји неколико механизама за које се претпостављ да могу узроковати такотсубо кардиомиопатије и који укључују:
- симпатички одговор вегетативног нервног система са повећаним нивоом катехоламинима,
- коронарни спазам,[34][35][36]
- микроваскуларну дисфункцијом,[15]
- ниски ниво естрогена,
- упалу.
- поремећени метаболизам масних киселина у миокарду.

Фактори ризика
Фактори ризика за развој такотсубо кардиомиопатије укључују:
- насиље у породици,
- смрт рођака,
- природну катастрофу,
- несрећу или велику трауму,
- свађе,
- финансијски губитак или губитак на коцки,
- дијагнозу акутне медицинске болести,
- употребу стимулативних лекова попут кокаина, амфетамина,
- позитивне животне догађаје такозвани „синдром срећног срца“.

Емоционални стрес
Јак емоционални стрес може у организму да покрене процесе који се одражавају на стварно физичко стање срца. Па је тако један од најчешћих узрок ове кардиомиопатије смрћу изазван губитак вољене особе, развод, издаја, раскид дуготрајне везе или неверство. 
У ретким случајевима она може настати и као последица превише среће, „синдром срећног срца“ попут добитка на лутрији. 
У основи такотсубо синдрома или стресна кардиомиопатија, налазе се поремећаји срчаног ритма, руптуре срчане коморе и/или срчани застој, који доживљава петина пацијената.

## Патогенеза
Прецизан патофизиолошки механизам који лежи у основи такотсубо кардиомиопатије и даље су непознати. Постављане су разне хипотезе које укључују:
- повишене нивое катехоламина у циркулацији и плазми и његових циркулишућих метаболита узрокованих стресом
- микроваскуларне дисфункције или поремећаја микроциркулације,
- упале,
- недостатка естрогена,
- спазма епикардијалних коронарних крвних судова и
- прекинути инфаркт миокарда.[41][42]
- ;Хипотеза о катехоламинима
- Хипотеза о катехоламинима је најприхваћенији патофизиолошки механизам такотсубо кардиомиопатије. Повишени нивои (двоструко до троструко повишење) катехоламина и неуропептида у плазми (норепинефрин, епинефрин и допамин) примећени су код пацијената са такотсубо кардиомиопатије. Катехоламини могу проузроковати грчеве крвних судова, дисфункције, омамљивање миокарда или директне повреде миокарда.

Хипотеза о естрогену
- Естроген врши заштитне ефекте на кардиоваскуларни систем, укључујући вазодилатацију, заштиту од атеросклерозе и ендотелне дисфункције. Стога жене у постменопаузи показују прекомерну вазоконстрикцију, измењену вазодилатацију зависну од ендотела и симпатичку активацију као одговор на психосоцијални стрес.[43]

Хипотеза о упали
- Упале у такотсубо кардиомиопатији приказује се сликањем на магнетној резонанци срца у виду едем миокарда, некрозе, фиброзе.[44]

Остале хипотезе
- У литератури су описани и случајеви истовремене појаве миокардитиса, перикардитиса или аутоимуних стања као што су системски еритемски лупус или Сјогренов синдром, који сугеришу да хронична инфламаторна стања са акутном стањем могу пружити супстрат за настанак такотсубо кардиомиопатије.[45][46][43]
- Микроваскуларна дисфункција се манифестује абнормалном резервом коронарног протока, бројним тромболизама у инфаркту миокарда, степеном перфузије и квантитативним односом протока.[47][48]
- Доказано је и оштећена микроваскуларна функција срца, мерењем индекса микроваскуларног отпора увођењем потисне жице у коронарне артерије.[49]
- Постоје неки докази да је преваленција дијабетес мелитуса мала код пацијената са такотсубо кардиомиопатијом, што указује на то да аутономни одговор код дијабетеса може имати заштитни ефекат против развоја такотсубо кардиомиопатије - такозвани „парадоксални дијабетес“.[50][51][52]

### Хистопатологија
Ендомиокардијална биопсија пацијената са такотсубо кардиомиопатијом показује реверзибилну фокалну лизу миоцита, мононуклеарни инфилтрат и некрозу контракционих трака.

## Клиничка слика
У овом синдрому, клиничка слика је врло слична класичном срчаном удару или акутном коронарном синдрому, али за разлику од њега, како је порекло симптома и физичких узрока потпуно различит, у овом синдрому нема доказа о зачепљењу срчаних артерија.
Како је овај поремећај често покренут интензивним емоционалним или физичким стресом, на пример, неочекиваном смрћу члана породице, насиљем у породици, значајним сукобом, од лекара саопштеном медицинском дијагнозом, природном катастрофом и/или финансијским губицима, у студији Међународног регистра за такотсубо синдром, као најчешћи симптоми наводе се:
- кратк дах,
- боловима у грудима
- краткотрајан губитак свести,
- знаци срчане инсуфицијенције (тахиаритмије, брадиаритмије, изненадни срчани застој, са знацима озбиљне митралне регургитације),
- изражене промене срчаног ритма на ЕКГ (тахиаритмије, брадиаритмије, изненадни срчани застој),
- променама у саставу крви,
- оштећења срчаног мишића које су типичне за инфаркт.
- симптоми и знаци пролазног исхемијског напада или презентације сличне можданом удару због емболизације изазаване апикалним тромбом.

Приближно 10% пацијената са стресном кардиомиопатијом развија кардиогени шок.

## Дијагноза
Дијагностички критеријуми за стресну кардиомиопатију су:
- привремени поремећај кретања леве коморе који не одговара подручју снабдевања коронарних артерија,
- отсуство тешких стезања коронарниcified Heart.jpg1,х артерија,
- новонастале промене на ЕКГ сличне онима код срчаног удара,
- временска повезаност са претходном стресном ситуацијом.

| 1. | Пролазна акинезија или дискинезија апикалних и медијалних сегмената леве коморе са регионалним поремећајима конетике која се простире и ван иригационог подручја једне епикардне коронарне артерије |
| 2. | Одсуство опструктивне коронарне болести или ангиографски доказана акутна руптура плака |
| 3. | Нове електрокардиографске промене (СТ елевација или инверзија Т таласа) |
| 4. | Одсуство: - недавне повреде главе - интракардијалног крварење - феохромоцитома - опструктивне епикардне коронарне болести - миокардитиса - хипертрофичне кардиомиопатије                            |

### Физикални преглед
Физикалним прегледом може се открити нормални налазе или  знак срчане инсуфицијенције.

### ЕКГ
У акутној фази, ЕКГ показује повишење у СТ сегменту  или дифузне промене у Т таласу, а током првих 48 сати често и повећање QТ времена. ЕКГ промене су сличне онима код срчаног удара и често се јављају у више ЕКГ одвода. 

### Сликовне методе
Радиограм грудних органа  је нормална или показује оно што је познато као плућни едем (вода у плућима) као резултат срчане инсуфицијенције. Код ехокардиографије, поремећај покрета (поремећај контракције ) леве коморе, који је типичан за овај синдром, често се може открити, катетеризацијом срца, као импресивна непокретност (акинезија) или чак парадоксална покретљивост ( дискинезија) врх срца који може да подсећа на анеуризму .
За разлику од инфаркта миокарда, међутим, коронарна ангиографија не открива  било какву блокаду коронарних артерија., и она  омогућава поуздану диференцијацију од инфаркта миокарда.
Снимање магнетном резонанцом (МРИ) такође даје значајне резултате, и показује како поремећај кретања срчаног мишића који је у добром стању у, тако и, након примене гадолинијума, одсуство ожиљака.

### Лабораторијски тестови
Такозвани срчани маркер тропонин  и креатин киназа (ЦК), који се одређују у  крвном серуму  када се сумња на срчани удар, обично су повећани код стресне кардиомиопатије као и код срчаног удара, али у мањој мери него што су ЕКГ промене и поремећаји кретања срчаног мишића. Код 80–90% пацијената може се демонстрирати благи пораст тропонина у акутној фази, мада то ретко прелази два до три пута горњу границу нормале. Такође се обично мали пораст ЦК примећује код 50–70% пацијената. Мождани натриуретски пепти ' (БНП) је значајно повећана код многих пацијената.
Концентрације  хормона стреса у  крви из групе катехоламина (адреналина, норадреналина, допамина и њихових деривата) повећане су код већине пацијената, у просеку два до четири пута више него код пацијената са срчаним ударом. То одговара повећању концентрације од 7 до 34 пута више него што је уобичајено код особа без симптома. Прекомерни ниво хормона обично се може открити у крви неколико дана након покретачког догађаја. Будући да се догађаји слични такотосубуу и повећане концентрације катехоламина јављају и код пацијената сафеохромоцитомом, овај тумор треба искључити, посебно код пацијената без стресног догађаја.

## Диференцијална дијагноза
Диференцијално дијагностички треба имати у виду следеће болести и стања:
- Акутни коронарни синдром
- Коронарни синдром повезан са кокаином
- Спазам коронарних артерија
- Спазм једњака
- Миокардитис
- Перикардитис
- Феохромоцитом

## Терапија
Иако се сматра да је такотсубо кардиомиопатија бенигно стање, недавни подаци посматрања сугеришу да су стопе кардиогеног шока и смрти упоредиве са пацијентима са акутним коронарним синдромом, па је за успех лечења кључно рано препознавање дијагнозе, хитан одговор и активно интензивно болничко лечење.
Почетно лечење требало би усредсредити на идентификовање и пажљивом праћењу пацијената са ризиком од озбиљних компликација. Предиктори лоших болничких исхода укључују: физички окидач, акутне неуролошке или психијатријске болести, почетни тропонин већи од 10 пута горња референтна граница и фракција избацивања леве коморе која је мања од 45%. Мушки пацијенти имају до троструко повећану стопу смрти и велике нежељене срчане и цереброваскуларне догађаје првенствено због повећаног терета коморбидитетом.
Ако срце и крвни судови нису претходно оштећени, пацијент се може релативно брзо опоравити (у  распону од 1 до 4 недеље). Како за ове случајеве још нема специфичних лекова, јер недостају смернице за лечење такотусбо кардиомиопатије, јер у том погледу не постоје проспективни рандомизовани подаци. Лечење се најчешће заснива на клиничком искуству и консензусу стручњака (ниво доказа Ц), и примени истих лекова којима се лечи срчана инсуфицијенција и подстиче контракција срца. Будући да је почетна презентација такотсубо кардиомиопатије слична акутном коронарном синдрому, почетно лечење укључује:
- аспирин,
- бета-блокаторе,
- АЦЕ инхибитор,
- средство за снижавање липида,
- коронарну ангиографију да би се искључила опструктивна болест коронарних артерија.[65]

Терапија се углавном заснива на клиничкој презентацији пацијента и хемодинамском статусу.
Код стабилних пацијената, модалитети лечења укључују кардиоселективне бета-блокаторе и АЦЕ инхибиторе у кратком периоду од око 3-6 месеци, са серијским снимањем за утврђивање абнормалности кретања срчаног зида и одређивање фракције избацивања срчане коморе да би се утврдило напредовање или побољшање.
Антикоагулациона терапија је обично резервисана за оне са документованим вентрикуларним тромбом или доказима о емболијским догађајима; који се јављају код 5% пацијената са такотсубо кардиомиопатијом.
Код пацијената са нестабилнијом хемодинамиком или оних код којих је присутан кардиогени шок и у одсуству опструкције одлива у левој срчаној комори, болесника треба лечити инотропима. Алтернативно, пацијенти могу добити даљу потпору применом механичке хемодинамичке подршке помоћу балонске пумпе унутар аорте или ретко, применом помоћних уређаја за леву комору. Ако је утврђено присуство опструкција одлива леве коморе са кардиогеним шоком, треба избегавати инотропе, а фенилефрин је средство за притисак које се често комбинује са бета-блокаторима.

## Компликације
Главне компликације укључују:
- опструкцију излаза леве коморе,

- вентрикуларнУ аритмије опаснУ по живот,
- пароксизмалну или упорну атријалну фибрилацију,
- хипотензију,
- синдром ниског учинка,
- кардиогени шок,
- срчану инсуфицијенцију и
- тромбоемболију.

## Прогноза
Научници су открили да ако се синдром сломљеног срца не лечи на време, он може бити смртоносан, као и да се неке особе од дејства јаких емоција никада не опорављају и најчешће дуго година  пате од дуготрајних последица.
Иако су истраживања и статистички подаци о овој области у кардиологије у последње време почели интензивније да се прате и изучавају, болест има релативно ниску стопу смртности (око 4%). Мада нека истраживачи тврде да ће, особе са овим синдромом чак у 17% случајева умрети ускоро или у року од 5 година.
Првобитно се сматрало да синдром углавном погађа људе зрелијег узраста, али новији подаци показује се да све више младих пати од ове болести.
Болест сје све чешћа код мадих жене у односу на особе мушког пола.